# Herb gminy Bukowina Tatrzańska
Herb gminy Bukowina Tatrzańska – jeden z symboli gminy Bukowina Tatrzańska, ustanowiony 30 lipca 2002.

## Wygląd i symbolika
Herb przedstawia na tarczy koloru czerwonego srebrne góry (Tatry), a pod nimi czarna parzenica ze złotą rozetą.